# Национальный стадион (Дублин)
Национальный стадион (ирл. An Staid Náisiúnta) (также часто именуемый Национальным боксёрским стадионом или Национальной спортивной ареной) — стадион расположенный в Дублине, является единственным в мире стадионом построенным специально для проведения боксёрских поединков. Здание было воздвигнуто в 1939 году, с этого времени ежегодно на нём проводятся более 55 боёв и ряд других мероприятий.

## История
Национальный стадион был открыт политиком Фрэнком Эйкеном в 1939 году. Стадион принадлежит Ирландской ассоциации атлетического бокса (IABA) и уже более 60 лет используется IABA в качестве места проведения национальных и международных соревнований.

### Музыка
Стадион регулярно используется как музыкальная площадка. В разные годы на нём выступали такие музыкальные исполнители, как Horslips, Genesis, Led Zeppelin, Thin Lizzy, U2, Ван Моррисон и многие другие. 26 февраля 1980 года группа U2 отыграла на этом стадионе шоу, на котором присутствовали руководители лейбла Island Records; после выступления представитель лейбла подписал с группой её первый музыкальный контракт.

### Соревнования
Стадион расположен между Кланбрассил-стрит на востоке и Долфинс-Барн на западе в районе Южной кольцевой дороги. На стадионе проводятся любительские и профессиональные поединки по боксу и реслингу, а также музыкальные концерты, конференции и корпоративные мероприятия.

### Вместимость
Вместимость стадиона составляет 2080 мест для проведения музыкальных мероприятий и 1954 мест для проведения соревнований по боксу или реслингу, из-за необходимости размещения ринга. Расположенный в здании Ringside club вмещает до 400 человек для проведения вечеринок или сидячих обедов, также в здании проводится ряд соревнований по боксу среди юниоров.

### Реконструкция
В декабре 1999 года тогдашний министр искусств, спорта и туризма Ирландии Джим Макдэйд объявил о выделении гранта в размере 1,3 миллиона фунтов стерлингов в рамках программы «Спортивный капитал» на реконструкцию стадиона. Во время реконструкции двухэтажное здание было оборудовано новым фасадом из серого известняка.